# José Gómez (football, 1963)
Pour les articles homonymes, voir José Gómez et Gómez.
José Gregorio Gómez (né le 27 décembre 1963 à El Pao au Venezuela) est un footballeur international vénézuélien, qui évoluait au poste de gardien de but.

## Biographie

### Carrière en sélection
Avec l'équipe du Venezuela, il joue 13 matchs (pour aucun but inscrit) entre 1989 et 1993. 
Il figure dans le groupe des sélectionnés lors des Copa América de 1989, de 1991 et enfin de 1993.

## Palmarès
| Mineros de Guayana - Championnat du Venezuela (1) : - Champion : 1988-89. - Coupe du Venezuela (1) : - Vainqueur : 1985. |  | Minervén - Championnat du Venezuela (1) : - Champion : 1995-96. |